# Fountainhead-Orchard Hills
Fountainhead-Orchard Hills es un lugar designado por el censo ubicado en el condado de Washington en el estado estadounidense de Maryland. En el Censo de 2010 tenía una población de 5.666 habitantes y una densidad poblacional de 495,62 personas por km².

## Geografía
Fountainhead-Orchard Hills se encuentra ubicado en las coordenadas 39°41′16″N 77°43′2″O / 39.68778, -77.71722. Según la Oficina del Censo de los Estados Unidos, Fountainhead-Orchard Hills tiene una superficie total de 11.43 km², de la cual 11.43 km² corresponden a tierra firme y (0%) 0 km² es agua.

## Demografía
Según el censo de 2010, había 5.666 personas residiendo en Fountainhead-Orchard Hills. La densidad de población era de 495,62 hab./km². De los 5.666 habitantes, Fountainhead-Orchard Hills estaba compuesto por el 84.8% blancos, el 6.87% eran afroamericanos, el 0.19% eran amerindios, el 3.72% eran asiáticos, el 0.07% eran isleños del Pacífico, el 1.98% eran de otras razas y el 2.36% pertenecían a dos o más razas. Del total de la población el 5.14% eran hispanos o latinos de cualquier raza.